# 이준 선생 묘
이준 선생 묘(李準 先生 墓)는 대한민국 경기도 양주시 남면 신산리에 있는, 조선 중기의 문신 이준(1545년 ∼ 1624년)의 묘지이다. 1989년 12월 29일 경기도의 기념물 제120호로 지정되었다.

## 개요
조선 중기의 문신 이준(1545∼1624)의 묘지이다.
선조 1년(1568)에 병과에 급제한 뒤 진주목사·의주목사 등 여러 관직을 거쳤으며, 광해군 7년(1615)에는 이조판서에 이르렀다. 선조 22년(1589) 정여립 모반사건 때 죄인을 다스리는 공을 세워 전성군에 봉해졌으며, 임진왜란 때에는 중국 명나라 군사의 군량미 조달 책임을 맡기도 했다.
묘는 부인의 것과 함께 쌍분으로 되어 있고, 봉분의 아랫부분은 화강석으로 둥글게 둘렀다. 묘의 좌우에는 문인석 1쌍과 멀리서도 무덤이 있음을 알 수 있게 해주는 망주석(望柱石) 1쌍이 있다.

## 같이 보기
- 전성군

## 참고 자료
- 이준 선생 묘 - 국가유산청 국가유산포털